# Troian Bellisario

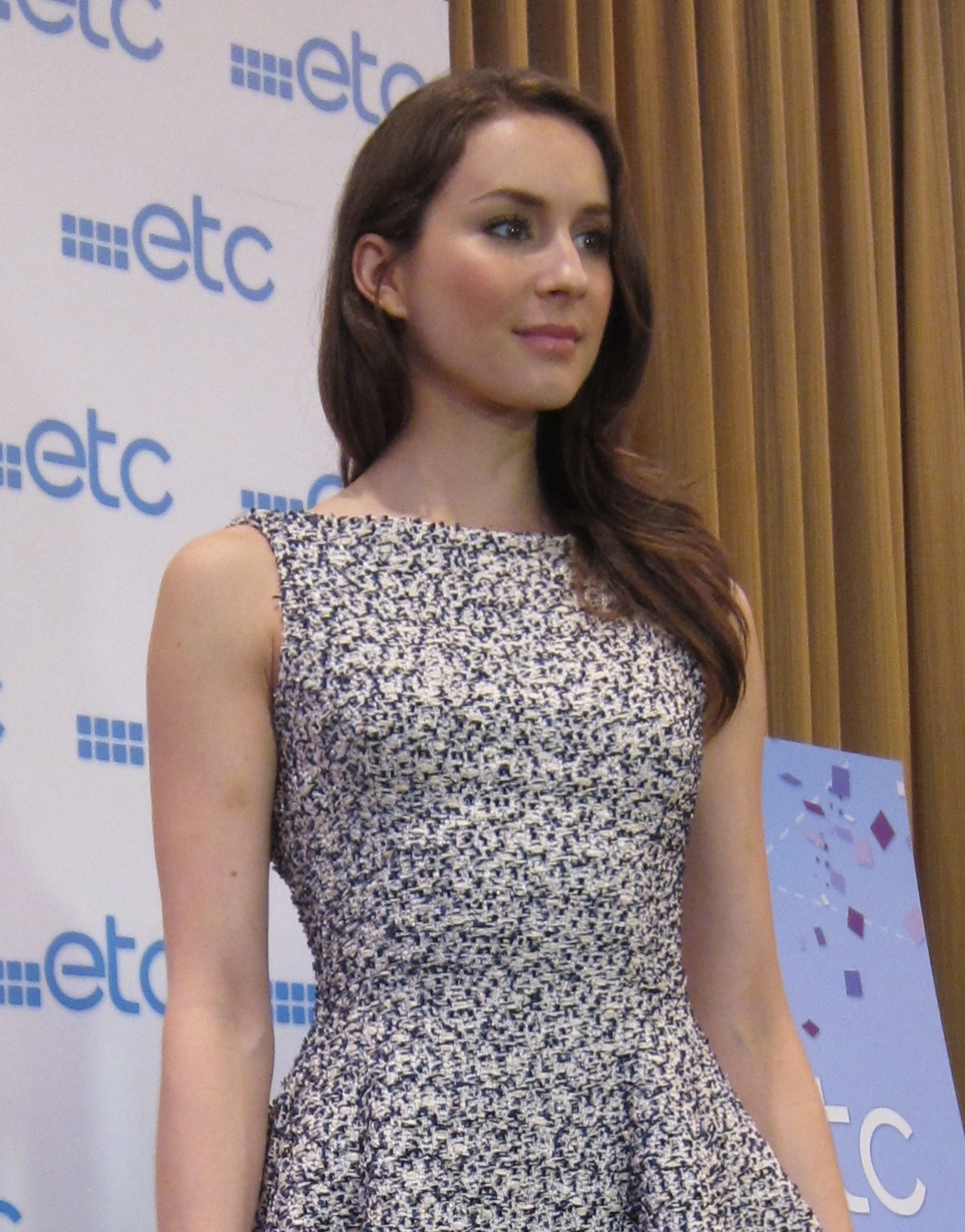
Troian Bellisario 2013 in Manila

Troian Avery Bellisario (* 28. Oktober 1985 in Los Angeles County, Kalifornien) ist eine US-amerikanische Schauspielerin, bekannt durch ihre Hauptrolle als Spencer Hastings in der ABC-Family-Serie Pretty Little Liars.
Bellisario studierte Schauspielkunst an der USC School of Theatre und lebt in Los Angeles.

## Privates
Troian Bellisario ist Tochter des Fernsehproduzenten Donald Bellisario und der Schauspielerin Deborah Pratt. Sie ist die Schwester von Nicholas Dante Bellisario, Halbschwester des Schauspielers Michael Bellisario und der Produzenten David Bellisario und Julie B. Watson sowie Stiefschwester des Schauspielers Sean Murray und des Produzenten Chad W. Murray.
Im Februar 2014 verlobte sich Troian Bellisario mit dem Schauspieler Patrick J. Adams. Am 10. Dezember 2016 heirateten die beiden. Im Oktober 2018 brachte sie ihre erste und im Mai 2021 ihre zweite Tochter zur Welt.

## Karriere

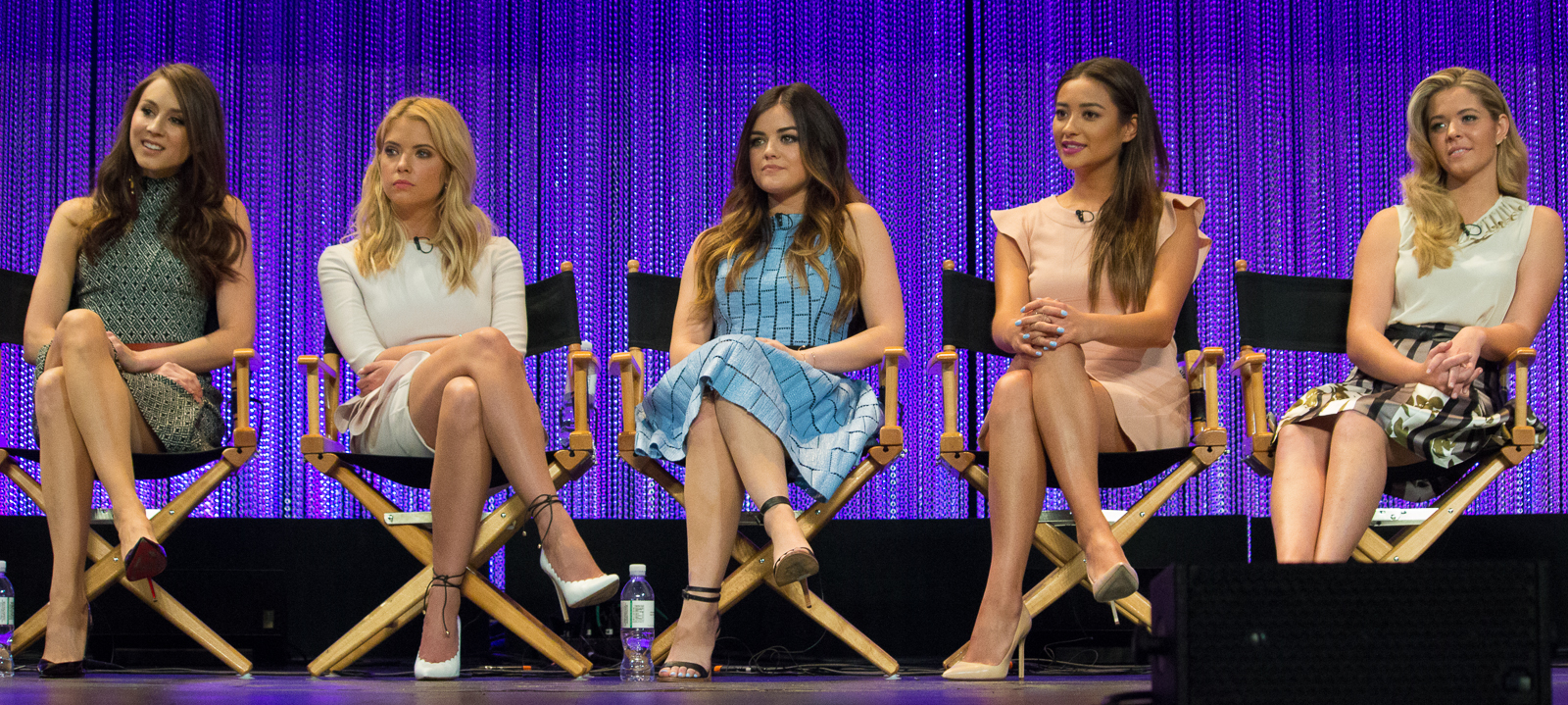
Bellisario (links) mit der Hauptbesetzung der Fernsehserie Pretty Little Liars (2014)

Bellisario hatte ihr Schauspieldebüt 1988 im Alter von drei Jahren im Film Last Rites. Sie hatte von 1990 bis 2007 vor allem in verschiedenen Serien und Filmen ihres Vaters weitere Gastauftritte. So unter anderem 1990 in der Serie Zurück in die Vergangenheit, 1992 in der Dramedyserie Tequila und Bonetti und 1998 in JAG – Im Auftrag der Ehre. 2002 hatte sie ihre erste wiederkehrende Rolle als Kimberly Baron in der Serie First Monday. In der Serie Navy CIS hatte sie 2005 und 2006 eine weitere wiederkehrende Gastrolle als Schwester Timothy McGees, dieser wird von Sean Murray, ihrem Stiefbruder gespielt.
Im Jahr 1998 spielte sie an der Seite von Mary-Kate und Ashley Olsen in dem Film Der beste Vater der Welt. Ab 2006 begann Bellisario, in einer Reihe von Independent-Kurzfilmen aufzutreten, so 2006 in Unspoken, 2007 in Archer House und 2009 in Intersect und Before the Cabin Burned Down. Im November 2009 wurde sie als Spencer Hastings in der Fernsehserie Pretty Little Liars gecastet und besetzt. Die Serie, die auf der gleichnamigen Buch-Serie Sara Shepards basiert, wurde von 2010 bis 2017 ausgestrahlt. 2010 war Bellisario ebenfalls in einer Hauptrolle des Films Consent sowie einer Nebenrolle des Films Peep World zu sehen.
2012 spielte Bellisario die Hauptrolle in der dreiteiligen Webserie Lauren, die sich mit Vergewaltigungen in der US-Army auseinandersetzt. Regie führte dabei Lesli Linka Glatter, mit der Bellisario unter anderem in der Pilotfolge von Pretty Little Liars zusammenarbeitete. Lauren wurde für mehrere Preise nominiert und auch Bellisario war als beste Darstellerin einer Dramaserie bei den IAWTV Awards und den Streamy Awards nominiert und gewann den Preis bei den New York Festivals. Aufgrund des Erfolges wurde die Webserie um eine Staffel mit 12 Episoden verlängert, die 2013 veröffentlicht wurde.

## Filmografie
- 1988: Last Rites (Film)
- 1990: Zurück in die Vergangenheit (Quantum Leap, Fernsehserie, Folge 2x13 Die Reifeprüfung)
- 1992: Tequila und Bonetti (Tequila and Bonetti, Fernsehserie, Folge 1x03 Mama)
- 1998: JAG – Im Auftrag der Ehre (JAG, Fernsehserie, Folge 3x18 Terror an Bord)
- 1998: Der beste Vater der Welt (Billboard Dad, Film)
- 2002: First Monday (Fernsehserie, 2 Folgen)
- 2006: Unspoken (Kurzfilm)
- 2005–2006: Navy CIS (NCIS, Fernsehserie, 2 Folgen)
- 2007: Archer House (Kurzfilm)
- 2009: Intersect (Kurzfilm)
- 2009: Before the Cabin Burned Down (Kurzfilm)
- 2010: Consent (Film)
- 2010: Peep World (Film)
- 2010–2017: Pretty Little Liars (Fernsehserie, 160 Folgen)
- 2012–2013: Lauren (Webserie, 14 Folgen)
- 2012: Pleased to Meet You (Film)
- 2013: Hey Tucker! (Fernsehserie, 2 Folgen)
- 2013: C.O.G. (Film)
- 2013: Exiles (Kurzfilm, auch Drehbuch)
- 2014: Immediately Afterlife (Kurzfilm)
- 2015: Still a Rose (Kurzfilm)
- 2015: Suits (Fernsehserie, 2 Folgen)
- 2015: Martyrs (Film)
- 2016: In the Shadows of the Rainbow (Kurzfilm)
- 2016: Sister Cities (Fernsehfilm)
- 2017: Feed (Film, auch Drehbuch)
- 2018: A Billion Stars – Im Universum ist man nicht allein (Clara, Film)
- 2019: Bernadette (Where’d You Go, Bernadette, Film)
- 2019: Like Turtles (Kurzfilm)
- 2020: Stumptown (Fernsehserie, Folge 1x14 Bis dass Dex uns scheidet)
- 2022: Doula
- 2023: Plan B (Fernsehserie, 6 Folgen)
- 2024: Bite (Kurzfilm)
- 2025: On Call (Fernsehserie, 8 Folgen)

## Auszeichnungen und Nominierungen
Troian Bellisario erhielt ihre erste Nominierung 2011 als Spencer Hastings in der Fernsehserie Pretty Little Liars. Bisher gewann sie zwei Teen Choice Awards. Als Teil der Hauptbesetzung von Pretty Little Liars gewann sie 2011 bei den Young Hollywood Awards in der Kategorie Cast To Watch. Für die Hauptrolle in der Webserie Lauren wurde Bellisario ebenfalls mehrmals nominiert und gewann 2013 auf den New York Festivals die Auszeichnung als beste Darstellerin.
| Tabellarische Übersicht der Auszeichnungen und Nominierungen | Tabellarische Übersicht der Auszeichnungen und Nominierungen | Tabellarische Übersicht der Auszeichnungen und Nominierungen | Tabellarische Übersicht der Auszeichnungen und Nominierungen | Tabellarische Übersicht der Auszeichnungen und Nominierungen |
| Jahr                                                         | Auszeichnung                                                 | Für                                                          | Kategorie                                                    | Resultat                                                     |
| ------------------------------------------------------------ | ------------------------------------------------------------ | ------------------------------------------------------------ | ------------------------------------------------------------ | ------------------------------------------------------------ |
| 2011                                                         | Young Hollywood Awards                                       | Pretty Little Liars                                          | Cast To Watch                                                | Gewonnen                                                     |
| 2011                                                         | Teen Choice Award                                            | Pretty Little Liars                                          | Choice Summer TV Star: Female                                | Nominiert                                                    |
| 2012                                                         | Teen Choice Award                                            | Pretty Little Liars                                          | Choice Summer TV Star: Female                                | Gewonnen                                                     |
| 2013                                                         | Teen Choice Award                                            | Pretty Little Liars                                          | Choice TV Actress: Drama                                     | Gewonnen                                                     |
| 2013                                                         | Streamy Awards                                               | Lauren                                                       | Best Female Performance: Drama                               | Nominiert                                                    |
| 2013                                                         | IAWTV-Awards                                                 | Lauren                                                       | Best Female Performance Drama                                | Nominiert                                                    |
| 2013                                                         | New York Festivals                                           | Lauren                                                       | Best Performance By An Actress                               | Gewonnen                                                     |